# Emociones
| Оценки критиков | Оценки критиков |
| Источник        | Оценка          |
| --------------- | --------------- |
| Allmusic        | [ 1 ]           |

Emociones («Эмоции») — студийный альбом испанского певца Хулио Иглесиаса, выпущенный в 1978 году. Альбом стал трижды платиновым в Бразилии и получил статус золотого в Чили.

## Список композиций
1. «Me Olvidé De Vivir»
2. «Voy A Perder La Cabeza Por Tu Amor»
3. «Spanish Girl»
4. «Pobre Diablo»
5. «Quiéreme»
6. «Pregúntale»
7. «Quiéreme Mucho»
8. «Con Una Pinta Así»
9. «No Vengo Ni Voy»
10. «Un Día Tu, Un Día Yo»

## Продажи и сертификации
| Регион | Сертификация   | Продажи  |
| --- | -------------- | -------- |
| Аргентина (CAPIF) | 12× Платиновый | 720 000^ |
| Бразилия (ABPD) | 3× Платиновый  | 750 000* |
| Чили (IFPI) | Золотой        | 10,000   |
| Колумбия (ASINCOL) | 4× Платиновый  | 120,000  |
| Мексика (AMPROFON) | Платиновый     | 250 000^ |
| Нидерланды (NVPI) | Платиновый     | 100 000^ |
| Испания (PROMUSICAE) | 3× Платиновый  | 300 000^ |
| * Данные о продажах приведены только на основе сертификации. ^ Данные о тиражах приведены только на основе сертификации. |                |          |